# Macoupin County
Macoupin County är ett county i delstaten Illinois, USA. År 2010 hade countyt 47 765 invånare. Den administrativa huvudorten (county seat) är Carlinville.

## Geografi
Enligt United States Census Bureau har countyt en total area på 2 247 km². 2 237 km² av den arean är land och 10 km² är vatten.

### Angränsande countyn
- Sangamon County - nordost
- Montgomery County - öst
- Madison County - syd
- Greene County - väst
- Jersey County - väst
- Morgan County - nordväst

### Orter
- Benld
- Bunker Hill
- Carlinville (huvudort)
- Gillespie
- Girard
- Mount Olive
- Nilwood
- Shipman
- Staunton
- Virden (delvis i Sangamon County)